# Murillo de Gállego
Murillo de Gállego (aragonesisch Morillo de Galligo) ist eine spanische Gemeinde in der Provinz Saragossa der Autonomen Region Aragón. Sie gehört zur Comarca Hoya de Huesca. Der Ort liegt überwiegend westlich des Rio Gállego. Zu der Gemeinde gehören auch die Orte Concilio und Morán.

## Geschichte
Der Ort wird im Jahr 1033 im Cartulario de San Juan de la Peña erstmals erwähnt.

## Bevölkerungsentwicklung
| 1900  | 1910  | 1930 | 1940 | 1950 | 1960 | 1970 | 1981 | 1986 | 1992 | 1999 | 2004 | 2005 |
| ----- | ----- | ---- | ---- | ---- | ---- | ---- | ---- | ---- | ---- | ---- | ---- | ---- |
| 1.130 | 1.126 | 793  | 686  | 554  | 463  | 339  | 169  | 162  | 149  | 164  | 182  | 179  |

## Sehenswürdigkeiten
- Kirche San Salvador
- Einsiedelei Virgen de la Liena
- Reste der Burg aus dem 11. Jahrhundert